# IFA Fistball World Tour Finals 2018
Die erste Austragung der IFA Fistball World Tour Finals überhaupt fand am 27. und 28. April 2018 statt. Austragungsort der Finals war Vaihingen/Enz in Baden-Württemberg.

## Vergabe
Am 29. Oktober 2017 gab der Internationale Faustballverband die Vergabe der ersten IFA Fistball World Tour Finals im Rahmen des Faustball-Weltcups der Männer und Frauen im brasilianischen Curitiba bekannt.

## Teilnehmer
Qualifiziert waren die sechs Meister der kontinentalen Regionen Afrika, Asien, Australien/Ozeanien, Europa, Nordamerika und Südamerika. Dazu sind die beiden besten Mannschaften der IFA Fistball World Tour 2017 teilnahmeberechtigt.

## World Tour Finals Männer

### Teilnehmer
| # | Team                | Land               | Kontinent   | Qualifikation      | Platz World Tour |
| - | ------------------- | ------------------ | ----------- | ------------------ | ---------------- |
| 1 | Condor / FMD        | Brasilien          | Südamerika  | Kontinentalmeister | /                |
| 2 | TSV Pfungstadt      | Deutschland        | Europa      | Kontinentalmeister | 3                |
| 3 | Swim and Sport Club | Vereinigte Staaten | Nordamerika | Kontinentalmeister | /                |
| 4 | STV Wigoltingen     | Schweiz            | Europa      | World Tour         | 1                |
| 5 | SVD Diepoldsau      | Schweiz            | Europa      | World Tour         | 2                |
| 6 | S.G. Novo Hamburgo  | Brasilien          | Südamerika  | World Tour         | 4                |
| 7 | TV Vaihingen/Enz    | Deutschland        | Europa      | World Tour         | 5                |
| 8 | TSV Jona            | Schweiz            | Europa      | World Tour         | 6                |

## World Tour Finals Frauen

### Teilnehmer
| # | Team                  | Land        | Kontinent  | Qualifikation      | Platz World Tour |
| - | --------------------- | ----------- | ---------- | ------------------ | ---------------- |
| 1 | Clube Duque de Caxias | Brasilien   | Südamerika | Kontinentalmeister | 8                |
| 2 | TSV Dennach           | Deutschland | Europa     | Kontinentalmeister | 5                |
| 3 | TSV Jona              | Schweiz     | Europa     | World Tour         | 1                |
| 4 | TSV Calw              | Deutschland | Europa     | World Tour         | 2                |
| 5 | Sogipa Porto Alegre   | Brasilien   | Südamerika | World Tour         | 3                |
| 6 | VfL Kellinghusen      | Deutschland | Europa     | World Tour         | 4                |
| 7 | Union Nussbach        | Österreich  | Europa     | World Tour         | 6                |
| 8 | S.G. Novo Hamburgo    | Brasilien   | Südamerika | World Tour         | 7                |